# 白玉簪
白玉簪（？—？），字笏臣，嘉義台斗坑人，台灣清治與日治時期作家、詩人。光緒年間考取生員。日治時期，先後在白河、東山等地設立漢塾講學。亦曾參與羅山吟社。著有章回小說《金魁星》，文長數萬字，曾連載於《台灣日報》，後又重載於《三六九小報》。有詩集《簪花草堂詩稿》，收錄詩作500餘首。